# لاریسا سریچ
لاریسا سریچ (بوسنیایی: Larisa Cerić؛ زادهٔ ۲۶ ژانویهٔ ۱۹۹۱) جودوکار زن اهل بوسنی و هرزگوین است.